# Громадське (заказник)
Громадське — ландшафтний заказник місцевого значення. Об'єкт розташований на території Кропивницького району Кіровоградської області.
Площа — 116 га, статус отриманий у 2011 році.